# Let’s Dance/Staffel 7
Die siebte Staffel der Live-Tanzshow Let’s Dance begann am 28. März und endete am 30. Mai 2014, wobei – anders als in den vorangegangenen Runden – jede Sendung bereits um 20:15 Uhr begann.

## Die Show
Neu eingeführt wurde in der zweiten Sendung der Ausdrucks- und Bewegungstanz Contemporary, der als freie Variante des Ballett verstanden werden kann, in die Stileinflüsse des Modern Dance gemischt werden. Er orientiert sich nicht an charakteristischen Rollenzuschreibungen, sondern soll tiefe individuelle Emotionalität akzentuieren, die auf prägnanten Schlagworten oder Gedanken des begleitenden Musiktitels basierend in besonderer Weise zum Tragen kommt. Daneben feierten in der vierten Ausgabe auch die Tanzstile Bollywood, Charleston und Hip-Hop ihre Premiere auf dem Let’s-Dance-Parkett.
Die Kapitäne für das eine Woche darauf veranstaltete Team-Battle, bei dem sich die jeweiligen Formationen wie bereits 2013 in den Disziplinen Rumba und Jive miteinander messen mussten, wurden in dieser Staffel von den prominenten Teilnehmern und den Profitänzern bestimmt. Ihre Wahl fiel dabei auf Carmen Geiss (im Team „Ultra Blond“ mit Alexander Klaws und Larissa Marolt) und Lilly Becker (im Team „The Untouchables“ mit Alexander Leipold und Tanja Szewczenko).
In der Sendung vom 23. Mai beendeten Jurorin Motsi Mabuse und ihr langjähriger Tanzpartner Evgenij Voznyuk ihre Karriere als aktive Profitänzer mit einer letzten gemeinsamen Performance zu My Immortal von Evanescence.
Mit dem Finale der siebten Staffel erreichte RTL eine Quote von 5,58 Millionen Zuschauern.

## Kandidaten
| Platz | Kandidat           | Profitänzer       |
| ----- | ------------------ | ----------------- |
| 01    | Alexander Klaws    | Isabel Edvardsson |
| 02    | Tanja Szewczenko   | Willi Gabalier    |
| 03    | Carmen Geiss       | Christian Polanc  |
| 04    | Larissa Marolt     | Massimo Sinató    |
| 05    | Lilly Becker       | Erich Klann       |
| 06    | Alexander Leipold  | Oana Nechiti      |
| 07    | Bernhard Brink     | Sarah Latton      |
| 08    | Dirk Moritz        | Katja Kalugina    |
| 09    | Cindy Berger       | Marius Iepure     |
| 10    | Patrice Bouédibéla | Ekaterina Leonova |

## Tänze
| Show                      | Datum          | Tänze in der Show |
| ------------------------- | -------------- | --- |
| 1. Show                   | 28. März 2014  | Quickstepp, Cha-Cha-Cha oder Langsamer Walzer |
| 2. Show                   | 04. April 2014 | Jive, Contemporary Dance oder Slowfox |
| 3. Show – TV-Hits-Special | 11. April 2014 | Cha-Cha-Cha, Jive, Paso Doble, Rumba, Slowfox oder Quickstepp                                                                                              |
| 4. Show                   | 25. April 2014 | Bollywood, Charleston oder Hip-Hop sowie ein Discofox-Marathon aller sieben Paare                                                                          |
| 5. Show                   | 02. Mai 2014   | Langsamer Walzer, Samba, Slowfox oder Tango sowie ein gruppenweise bewertetes Team-Battle (jeweils Fusion aus Rumba und Jive)                              |
| 6. Show – Movie-Special   | 09. Mai 2014   | Zwei der noch nicht gezeigten Tänze (Cha-Cha-Cha, Tango, Rumba, Paso Doble, Samba, Contemporary Dance)                                                     |
| 7. Show                   | 16. Mai 2014   | Einer der noch nicht gezeigten Tänze (Cha-Cha-Cha, Quickstepp, Tango, Langsamer Walzer) sowie Freestyle-Programme zu einem Lieblingssong                   |
| 8. Show – Halbfinale      | 23. Mai 2014   | Zwei der noch nicht gezeigten Tänze (Samba, Tango, Langsamer Walzer, Contemporary Dance, Paso Doble) sowie ein Dance-off zu einer Cha-Cha-Cha-Choreografie |
| 9. Show – Finale          | 30. Mai 2014   | Einer der noch nicht gezeigten Tänze (Samba, Slowfox), Lieblingstanz sowie ein Freestyle                                                                   |

## Ergebnisse
| Paar                                   | Platz | Letzter Tanz                     | 1  | 2  | 3  | 4 1   | 5 2   | 6        | 7        | 8 3         | 9           | ø je Tanz |
| -------------------------------------- | ----- | -------------------------------- | -- | -- | -- | ----- | ----- | -------- | -------- | ----------- | ----------- | --------- |
| Alexander Klaws & Isabel Edvardsson    | 1     | Slowfox, Charleston, Freestyle   | 24 | 27 | 26 | 30+10 | 29+17 | 49 26+23 | 45 23+22 | 58+27 29+29 | 87 27+30+30 | 26,79     |
| Tanja Szewczenko & Willi Gabalier      | 2     | Samba, Rumba, Freestyle          | 15 | 20 | 27 | 25+10 | 26+17 | 50 21+29 | 53 30+23 | 48+25 21+27 | 78 20+29+29 | 24,43     |
| Carmen Geiss & Christian Polanc        | 3     | Samba, Contemporary, Cha-Cha-Cha | 15 | 18 | 15 | 17+6  | 22+17 | 37 17+20 | 36 19+17 | 33+19 13+20 |             | 17,55     |
| Larissa Marolt & Massimo Sinató        | 4     | Tango, Freestyle                 | 15 | 22 | 16 | 16+2  | 18+17 | 44 23+21 | 45 22+23 |             |             | 19,56     |
| Lilly Becker & Erich Klann             | 5     | Tango, Samba                     | 17 | 20 | 14 | 21+4  | 22+17 | 39 24+15 |          |             |             | 19,00     |
| Alexander Leipold & Oana Nechiti       | 6     | Rumba, Jive, Tango               | 20 | 12 | 21 | 17+3  | 13+17 |          |          |             |             | 16,60     |
| Bernhard Brink & Sarah Latton          | 7     | Charleston, Discofox             | 5  | 8  | 4  | 4 +1  |       |          |          |             |             | 05,25     |
| Dirk Moritz & Katja Kalugina           | 8     | Jive                             | 11 | 12 | 12 |       |       |          |          |             |             | 11,67     |
| Cindy Berger & Marius Iepure           | 9     | Contemporary                     | 12 | 5  |    |       |       |          |          |             |             | 08,50     |
| Patrice Bouédibéla & Ekaterina Leonova | 10    | Cha-Cha-Cha                      | 9  |    |    |       |       |          |          |             |             | 09,00     |

Grüne Zahlen: höchste erreichte Jury-Punktzahl der Show
Rote Zahlen: niedrigste erreichte Jury-Punktzahl der Show
Nach Jury- und Zuschauervoting Letztplatzierte
* Punkte in Normalgröße: Wertungen in Standardtänzen oder vergleichbaren Tänzen (bilden Durchschnittswert)
* Punkte in Kleinschrift in oberer Zeile: Wertungen für Sondertänze
* Punkte in Kleinschrift in unterer Zeile: Zusammensetzung der Gesamtwertung bei zwei oder mehr Standardtänzen
1 Das Endergebnis setzt sich aus der Wertung für einen Paartanz und zusätzlichen 1–10 Punkten für den Discofox-Marathon zusammen.
2 Das Endergebnis setzt sich aus der Wertung für einen Paartanz und der Teamleistung im Battle zusammen.
3 Das Endergebnis setzt sich aus den Wertungen für zwei Paartänze und für das Dance-off zusammen.

## Einzelne Tanzwochen
| Tanzpaar                               | Tanz             | Musik                                                       |
| -------------------------------------- | ---------------- | ----------------------------------------------------------- |
| Alexander Klaws & Isabel Edvardsson    | Quickstepp       | Phil Collins – You Can’t Hurry Love                         |
| Bernhard Brink & Sarah Latton          | Cha-Cha-Cha      | MC Hammer – U Can’t Touch This                              |
| Patrice Bouédibéla & Ekaterina Leonova | Cha-Cha-Cha      | Robin Thicke feat. T.I. & Pharrell Williams – Blurred Lines |
| Cindy Berger & Marius Iepure           | Langsamer Walzer | Esther Ofarim – Komm, leg’ Deinen Arm um mich               |
| Tanja Szewczenko & Willi Gabalier      | Quickstepp       | The Baseballs – The Look (Cover)                            |
| Alexander Leipold & Oana Nechiti       | Langsamer Walzer | Sportfreunde Stiller – Applaus, Applaus                     |
| Carmen Geiss & Christian Polanc        | Cha-Cha-Cha      | DJ Antoine vs. Timati feat. Kalenna – Welcome to St. Tropez |
| Dirk Moritz & Katja Kalugina           | Quickstepp       | Cro – Whatever                                              |
| Lilly Becker & Erich Klann             | Langsamer Walzer | Alicia Keys – If I Ain’t Got You                            |
| Larissa Marolt & Massimo Sinató        | Cha-Cha-Cha      | Lily Allen – Hard out Here                                  |

| Tanzpaar                            | Tanz         | Musik                                     |
| ----------------------------------- | ------------ | ----------------------------------------- |
| Tanja Szewczenko & Willi Gabalier   | Jive         | MIA. – Fallschirm                         |
| Dirk Moritz & Katja Kalugina        | Contemporary | Rio Reiser – Für immer und dich           |
| Carmen Geiss & Christian Polanc     | Slowfox      | Madonna – Material Girl                   |
| Cindy Berger & Marius Iepure        | Contemporary | Bonnie Tyler – Total Eclipse of the Heart |
| Lilly Becker & Erich Klann          | Jive         | Pharrell Williams – Happy                 |
| Bernhard Brink & Sarah Latton       | Slowfox      | Udo Jürgens & Jenny – Liebe ohne Leiden   |
| Alexander Leipold & Oana Nechiti    | Jive         | Sunrise Avenue – I Don’t Dance            |
| Larissa Marolt & Massimo Sinató     | Contemporary | Alicia Keys – Girl on Fire                |
| Alexander Klaws & Isabel Edvardsson | Jive         | OutKast – Hey Ya!                         |

| Tanzpaar                            | Tanz        | Musik                                                                            |
| ----------------------------------- | ----------- | -------------------------------------------------------------------------------- |
| Lilly Becker & Erich Klann          | Cha-Cha-Cha | Barry White – You’re the First, the Last, My Everything (aus Ally McBeal)        |
| Dirk Moritz & Katja Kalugina        | Jive        | Barenaked Ladies – Big Bang Theory Theme (aus The Big Bang Theory)               |
| Bernhard Brink & Sarah Latton       | Paso Doble  | Ray Evans & Jay Livingston – Bonanza Theme Song (aus Bonanza)                    |
| Tanja Szewczenko & Willi Gabalier   | Rumba       | Nena – Liebe ist (aus Verliebt in Berlin)                                        |
| Carmen Geiss & Christian Polanc     | Jive        | Jimi Jamison – I’m Always Here (aus Baywatch – Die Rettungsschwimmer von Malibu) |
| Alexander Leipold & Oana Nechiti    | Slowfox     | Lee Majors – Unknown Stuntman (aus Ein Colt für alle Fälle)                      |
| Alexander Klaws & Isabel Edvardsson | Rumba       | Snow Patrol – Chasing Cars (aus Grey’s Anatomy)                                  |
| Larissa Marolt & Massimo Sinató     | Quickstepp  | Jan Johansson & Konrad Elfers – Hey, Pippi Langstrumpf! (aus Pippi Langstrumpf)  |

| Tanzpaar                            | Tanz       | Musik |
| ----------------------------------- | ---------- | --- |
| Tanja Szewczenko & Willi Gabalier   | Bollywood  | Panjabi MC – Mundian To Bach Ke |
| Bernhard Brink & Sarah Latton       | Charleston | Miss Kookie – Puttin’ on the Ritz |
| Larissa Marolt & Massimo Sinató     | Bollywood  | The Pussycat Dolls feat. A. R. Rahman – Jai Ho! (You Are My Destiny) |
| Alexander Leipold & Oana Nechiti    | Hip-Hop    | Snow – Informer |
| Lilly Becker & Erich Klann          | Charleston | Yolanda Be Cool & DCUP – We No Speak Americano |
| Carmen Geiss & Christian Polanc     | Bollywood  | Panjabi MC – Jogi |
| Alexander Klaws & Isabel Edvardsson | Charleston | Fred Strittmatter & Quirin Amper Jr. – Dick und Doof Theme |
|                                     |            | |
| alle Paare                          | Discofox   | Medley: Frida Gold – Wovon sollen wir träumen • Pulcino Pio – Das kleine Küken piept • Aqua – Barbie Girl • Pitbull feat. Ke$ha – Timber • Ylvis – The Fox • Andreas Gabalier – I sing a Liad für di • Helene Fischer – Atemlos durch die Nacht |

| Tanzpaar                            | Tanz                  | Musik                                            |
| ----------------------------------- | --------------------- | ------------------------------------------------ |
| Team „Ultra Blond“                  | Fusion (Rumba & Jive) | Passenger – Let Her Go                           |
| Team „The Untouchables“             | Fusion (Rumba & Jive) | John Newman – Love Me Again                      |
|                                     |                       |                                                  |
| Carmen Geiss & Christian Polanc     | Langsamer Walzer      | The Commodores – Three Times a Lady              |
| Alexander Klaws & Isabel Edvardsson | Samba                 | Gusttavo Lima – Balada (Tchê tcherere tchê tchê) |
| Lilly Becker & Erich Klann          | Slowfox               | Stevie Wonder – Isn’t She Lovely                 |
| Alexander Leipold & Oana Nechiti    | Tango                 | Henry Mancini – The Pink Panther Theme           |
| Larissa Marolt & Massimo Sinató     | Langsamer Walzer      | Katie Melua – The Closest Thing to Crazy         |
| Tanja Szewczenko & Willi Gabalier   | Slowfox               | Sara Bareilles – Love Song                       |

| Tanzpaar                            | Tanz         | Musik                                                                                |
| ----------------------------------- | ------------ | ------------------------------------------------------------------------------------ |
| Tanja Szewczenko & Willi Gabalier   | Cha-Cha-Cha  | Cher – The Shoop Shoop Song (It’s in His Kiss) (aus Meerjungfrauen küssen besser)    |
| Tanja Szewczenko & Willi Gabalier   | Contemporary | Take That – Rule the World (aus Der Sternwanderer)                                   |
| Lilly Becker & Erich Klann          | Tango        | John Powell – Tango de los Asesinos (Assassin’s Tango) (aus Mr. & Mrs. Smith)        |
| Lilly Becker & Erich Klann          | Samba        | Henry Mancini – It Had Better Be Tonight (Meglio Stasera) (aus Der rosarote Panther) |
| Carmen Geiss & Christian Polanc     | Rumba        | Lauren Wood – Fallen (aus Pretty Woman)                                              |
| Carmen Geiss & Christian Polanc     | Tango        | Rick García – Quizás, quizás, quizás (aus Brokeback Mountain)                        |
| Larissa Marolt & Massimo Sinató     | Paso Doble   | Brian Setzer – Malagueña (aus Irgendwann in Mexico)                                  |
| Larissa Marolt & Massimo Sinató     | Rumba        | Jamie O’Neal – All by Myself (aus Bridget Jones – Schokolade zum Frühstück)          |
| Alexander Klaws & Isabel Edvardsson | Tango        | Jimmy Nail – On This Night of a Thousand Stars (aus Evita)                           |
| Alexander Klaws & Isabel Edvardsson | Contemporary | Ed Sheeran – I See Fire (aus Der Hobbit – Smaugs Einöde)                             |

| Tanzpaar                            | Tanz             | Musik                                                          |
| ----------------------------------- | ---------------- | -------------------------------------------------------------- |
| Alexander Klaws & Isabel Edvardsson | Cha-Cha-Cha      | Bruno Mars – Treasure                                          |
| Alexander Klaws & Isabel Edvardsson | Freestyle        | Robbie Williams – Angels                                       |
| Carmen Geiss & Christian Polanc     | Quickstepp       | Nicole Kidman – Sparkling Diamonds                             |
| Carmen Geiss & Christian Polanc     | Freestyle        | Natalie & Nat King Cole – Unforgettable                        |
| Larissa Marolt & Massimo Sinató     | Tango            | Michael Jackson – Dirty Diana                                  |
| Larissa Marolt & Massimo Sinató     | Freestyle        | Klangkarussell feat. Will Heard – Sonnentanz (Sun Don’t Shine) |
| Tanja Szewczenko & Willi Gabalier   | Langsamer Walzer | Whitney Houston – Run to You                                   |
| Tanja Szewczenko & Willi Gabalier   | Freestyle        | Gloria Gaynor – I Will Survive                                 |

| Tanzpaar                            | Tanz             | Musik                                    |
| ----------------------------------- | ---------------- | ---------------------------------------- |
| Carmen Geiss & Christian Polanc     | Samba            | Shakira – Whenever, Wherever             |
| Carmen Geiss & Christian Polanc     | Contemporary     | Chris Isaak – Wicked Game                |
| Tanja Szewczenko & Willi Gabalier   | Tango            | Alex Clare – Too Close                   |
| Tanja Szewczenko & Willi Gabalier   | Paso Doble       | Madonna – Frozen                         |
| Alexander Klaws & Isabel Edvardsson | Langsamer Walzer | Lenny Kravitz – Stand by My Woman        |
| Alexander Klaws & Isabel Edvardsson | Paso Doble       | Blur – Song 2                            |
|                                     |                  |                                          |
| alle Paare                          | Cha-Cha-Cha      | Helene Fischer – Atemlos durch die Nacht |

| Tanzpaar                            | Tanz       | Musik |
| ----------------------------------- | ---------- | --- |
| Tanja Szewczenko & Willi Gabalier   | Samba      | ABBA – Dancing Queen |
| Tanja Szewczenko & Willi Gabalier   | Rumba      | Nena – Liebe ist |
| Tanja Szewczenko & Willi Gabalier   | Freestyle  | Ruth Lorenzo – Dancing in the Rain |
| Alexander Klaws & Isabel Edvardsson | Slowfox    | Stevie Wonder – You Are the Sunshine of My Life |
| Alexander Klaws & Isabel Edvardsson | Charleston | Fred Strittmatter & Quirin Amper Jr. – Dick und Doof Theme                                                                                           |
| Alexander Klaws & Isabel Edvardsson | Freestyle  | Medley aus Dirty Dancing: Eric Carmen – Hungry Eyes • The Contours – Do You Love Me • Bill Medley & Jennifer Warnes – (I’ve Had) The Time of My Life |

## Tanztabelle
| Paar                | Show 1           | Show 2         | Show 3      | Show 4     | Show 4            | Show 5           | Show 5                                          | Show 6      | Show 6         | Show 7           | Show 7    | Show 8           | Show 8         | Show 9      | Show 9      | Show 9      |
| ------------------- | ---------------- | -------------- | ----------- | ---------- | ----------------- | ---------------- | ----------------------------------------------- | ----------- | -------------- | ---------------- | --------- | ---------------- | -------------- | ----------- | ----------- | ----------- |
| Alexander & Isabel  | Quickstepp       | Jive           | Rumba       | Charleston | Discofox-Marathon | Samba            | Fusion (Rumba & Jive) (Team „Ultra Blond“)      | Tango       | Contem- porary | Cha-Cha-Cha      | Freestyle | Langsamer Walzer | Paso Doble     | Slowfox     | Charleston  | Freestyle   |
| Tanja & Will        | Quickstepp       | Jive           | Rumba       | Bollywood  | Discofox-Marathon | Slowfox          | Fusion (Rumba & Jive) (Team „The Untouchables“) | Cha-Cha-Cha | Contem- porary | Langsamer Walzer | Freestyle | Tango            | Paso Doble     | Samba       | Rumba       | Freestyle   |
| Carmen & Christian  | Cha-Cha-Cha      | Slowfox        | Jive        | Bollywood  | Discofox-Marathon | Langsamer Walzer | Fusion (Rumba & Jive) (Team „Ultra Blond“)      | Rumba       | Tango          | Quickstepp       | Freestyle | Samba            | Contem- porary |             |             |             |
| Larissa & Massimo   | Cha-Cha-Cha      | Contem- porary | Quicktepp   | Bollywood  | Discofox-Marathon | Langsamer Walzer | Fusion (Rumba & Jive) (Team „Ultra Blond“)      | Tango       | Samba          | Tango            | Freestyle |                  |                |             |             |             |
| Lilly & Erich       | Langsamer Walzer | Jive           | Cha-Cha-Cha | Charleston | Discofox-Marathon | Slowfox          | Fusion (Rumba & Jive) (Team „The Untouchables“) | Paso Doble  | Rumba          |                  |           |                  |                |             |             |             |
| Alexander & Oana    | Langsamer Walzer | Jive           | Slowfox     | Hip-Hop    | Discofox-Marathon | Tango            | Fusion (Rumba & Jive) (Team „The Untouchables“) |             |                |                  |           |                  |                |             |             |             |
| Bernhard & Sarah    | Cha-Cha-Cha      | Slowfox        | Paso Doble  | Charleston | Discofox-Marathon |                  |                                                 |             |                |                  |           |                  |                |             |             |             |
| Dirk & Katja        | Quickstepp       | Contem- porary | Jive        |            |                   |                  |                                                 |             |                |                  |           |                  |                |             |             |             |
| Cindy & Marius      | Langsamer Walzer | Contem- porary |             |            |                   |                  |                                                 |             |                |                  |           |                  |                |             |             |             |
| Patrice & Ekaterina | Cha-Cha-Cha      |                |             |            |                   |                  |                                                 |             |                |                  |           |                  |                | Cha-Cha-Cha | Cha-Cha-Cha | Cha-Cha-Cha |

Höchste Bewertung00Niedrigste Bewertung00Paar ist ausgeschieden00Nichtbewerteter Finaltanz

## Höchste und niedrigste Bewertung

### Nach Tanz
| Tanz             | Bester Promi                     | Punktzahl | Schlechtester Promi | Punktzahl |
| ---------------- | -------------------------------- | --------- | ------------------- | --------- |
| Bollywood        | Tanja Szewczenko                 | 25        | Larissa Marolt      | 16        |
| Cha-Cha-Cha      | Alexander Klaws                  | 23        | Patrice Bouédibéla  | 9         |
| Charleston       | Alexander Klaws                  | 30        | Bernhard Brink      | 4         |
| Contemporary     | Tanja Szewczenko                 | 29        | Cindy Berger        | 5         |
| Discofox         | Alexander Klaws Tanja Szewczenko | 10 von 10 | Bernhard Brink      | 1 von 10  |
| Freestyle        | Alexander Klaws                  | 30        | Carmen Geiss        | 17        |
| Jive             | Alexander Klaws                  | 27        | Dirk Moritz         | 12        |
| Langsamer Walzer | Tanja Szewczenko                 | 30        | Cindy Berger        | 12        |
| Paso Doble       | Alexander Klaws                  | 29        | Bernhard Brink      | 4         |
| Quickstepp       | Alexander Klaws                  | 24        | Dirk Moritz         | 11        |
| Rumba            | Tanja Szewczenko                 | 27        | Lilly Becker        | 15        |
| Samba            | Alexander Klaws                  | 29        | Carmen Geiss        | 13        |
| Slowfox          | Alexander Klaws                  | 27        | Bernhard Brink      | 8         |
| Tango            | Alexander Klaws                  | 26        | Alexander Leipold   | 13        |

Punktezahlen nach drei, zwei oder einer 10-Punkte-Skala der Jury

### Nach Paar
| Tanzpaar            | Höchstbewerteter Tanz   | Punktzahl | Niedrigstbewerteter Tanz | Punktzahl |
| ------------------- | ----------------------- | --------- | ------------------------ | --------- |
| Alexander & Isabel  | 2x Charleston Freestyle | 30        | Freestyle                | 22        |
| Alexander & Oana    | Langsamer Walzer        | 20        | Jive                     | 12        |
| Bernhard & Sarah    | Slowfox                 | 8         | Paso Doble Charleston    | 4         |
| Carmen & Christian  | Langsamer Walzer        | 22        | Samba                    | 13        |
| Cindy & Marius      | Langsamer Walzer        | 12        | Contemporary             | 5         |
| Dirk & Katja        | Contemporary Jive       | 12        | Quickstepp               | 11        |
| Larissa & Massimo   | Tango Freestyle         | 23        | Cha-Cha-Cha              | 15        |
| Lilly & Erich       | Paso Doble              | 24        | Cha-Cha-Cha              | 14        |
| Patrice & Ekaterina | Cha-Cha-Cha             | 9         | Cha-Cha-Cha              | 9         |
| Tanja & Willi       | Langsamer Walzer        | 30        | Quickstepp               | 15        |

Punktezahlen nach drei 10-Punkte-Skalen der Jury